# ژراژی
ژاراژی، روستایی است از توابع بخش سیلوانه،دهستان مرگور و در شهرستان ارومیه استان آذربایجان غربی ایران.
این روستا با حدود ۱۴۰ خانوار جمعیتی بالغ بر ۱۰۰۰ نفر دارد و مردم آن کورد و از  ایل هرکی سیدان هستند. این روستا طبیعتی بسیار زیبا دارد و خاک آن نیز بسیار حاصل خیز است. ژاراژی از طرف شمال با روستای نوی و از طرف جنوب با روستای علیه و از طرف جنوب غرب با روستای کچله همسایه است.این روستا در فاصله حدود ۴۵ کیلومتری شهر ارومیه قرار دارد.هم چنین از جمله روستا های مرزی منطقه مرگور محسوب می شود و فاصله آن با مرز ترکیه و عراق حدود ۱۵ کیلومتر است.

## جمعیت
این روستا در دهستان مرگور قرار داشته ،حدود ۱۴۰ خانوار و جمعیتی بالغ بر ۱۰۰۰ نفر دارد.مردم این روستا بیشتر به کشاورزی و دامپروری مشغولند.